# Зубрец
Зубрец (укр. Зубрець) — село в Бучачской городской общине Чортковского района Тернопольской области Украини.
До 2020 года входило в Бучачский район.
Код КОАТУУ — 6121282801. Население по переписи 2001 года составляло 1567 человек.

## Географическое положение

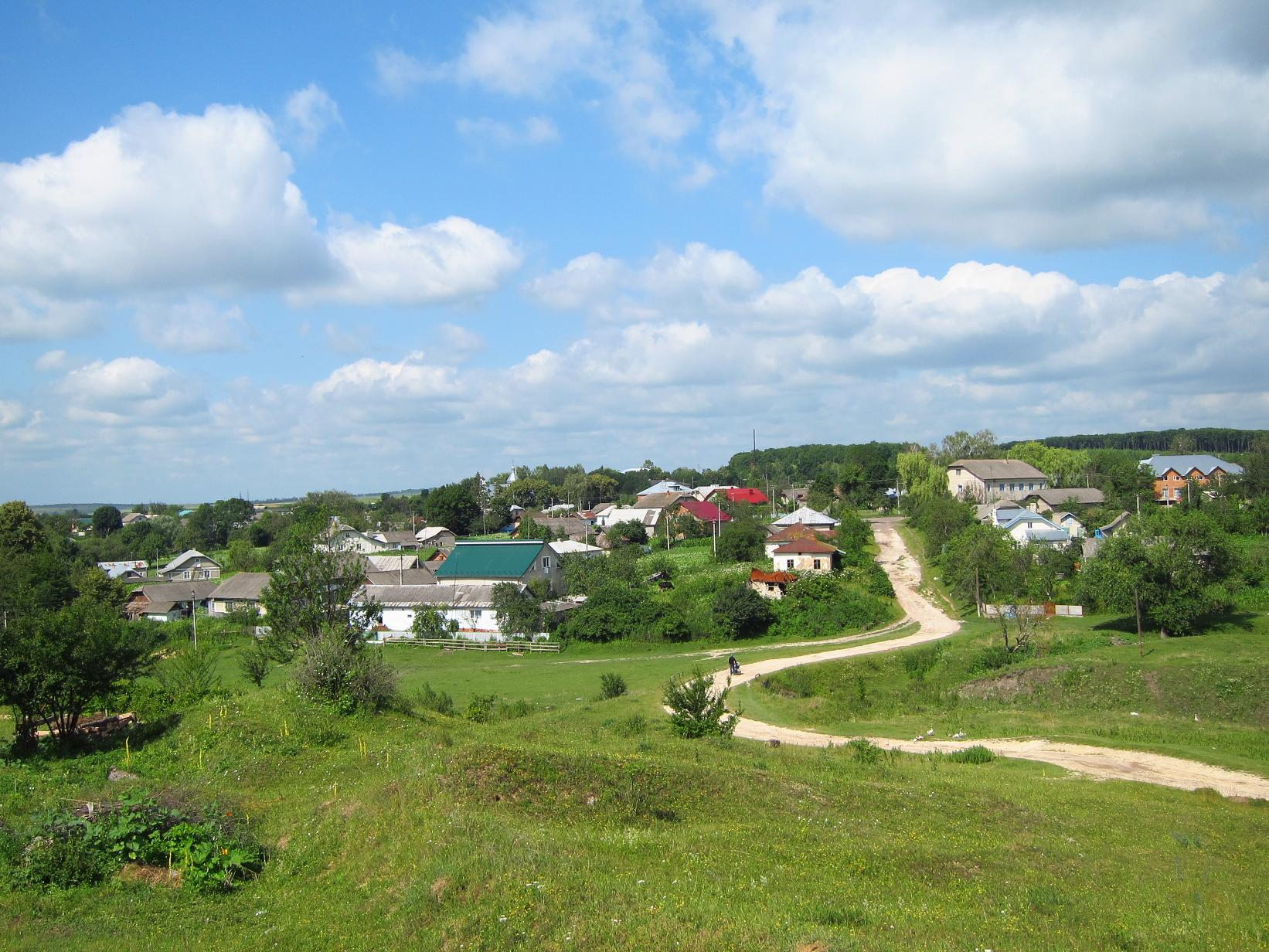
Вид на село

Село Зубрец находится на левом берегу реки Барыш,
ниже по течению на расстоянии в 1,5 км расположено село Порохова.
По селу протекает пересыхающий ручей с запрудой. Неподалёку от села расположен заказник Межелискы.

## История
- 1775 год — дата основания.

## Объекты социальной сферы
- Школа I—II ст.
- Клуб.
- Фельдшерско-акушерский пункт.

## Достопримечательности

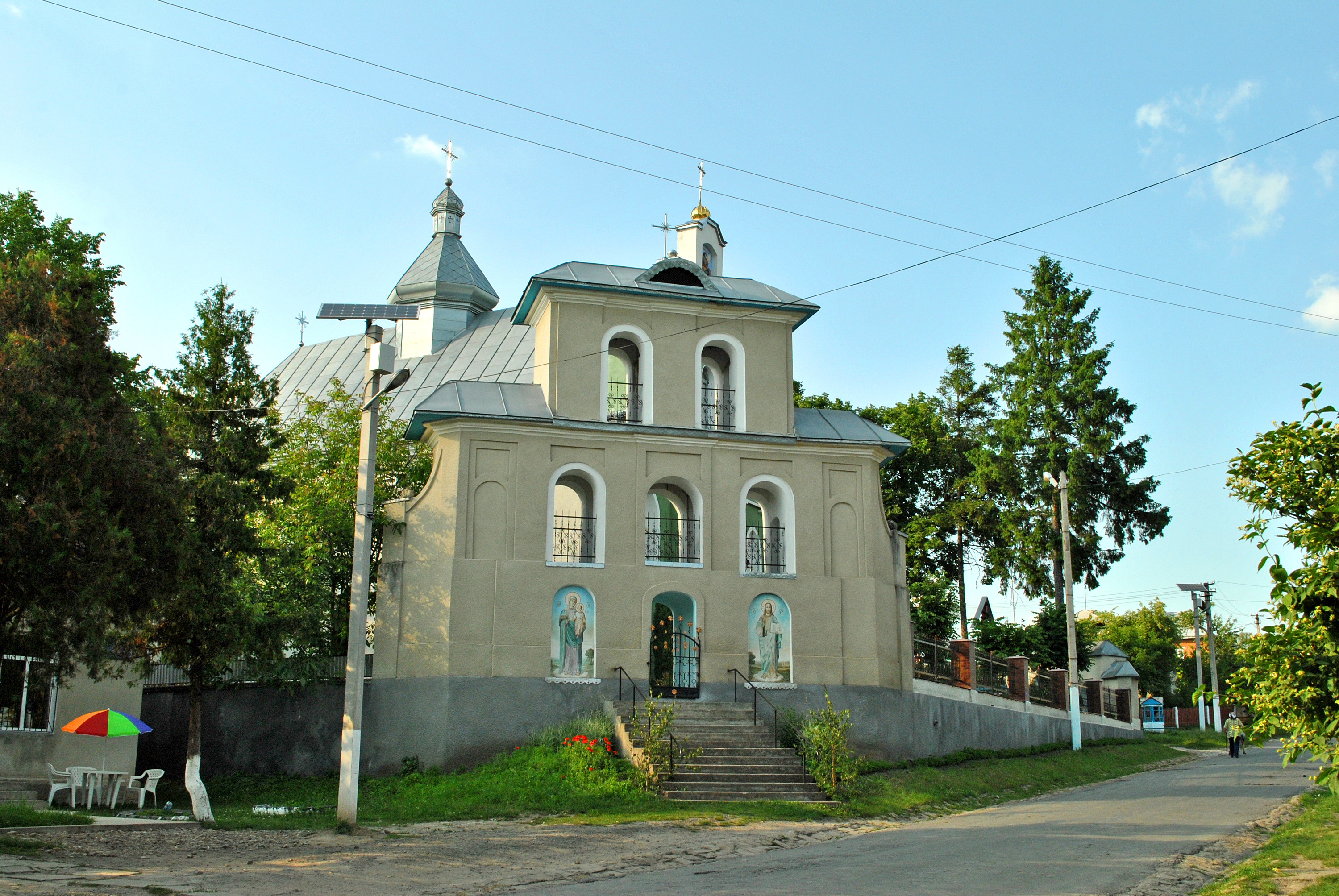
Церковь святого Архистратига Михаила

- Церковь святого Архистратига Михаила.
- Братская могила советских воинов.